# ハワード・バレンタイン
ハワード・バレンタイン (Howard Van Nostrand Valentine、1881年12月14日- 1932年6月25日)は、アメリカ合衆国の陸上競技選手。800mを中心に活躍した選手で、1904年セントルイスオリンピックに出場。800mでは1分56秒3の記録で、アメリカのジム・ライトボディに次ぎ銀メダルを獲得。さらに、4マイル団体にニューヨークACチームから出場。出場選手10人中7位という記録であったが、チームの金メダル獲得に貢献した。